# Cinnamodendron corticosum
Cinnamodendron corticosum es una especie de planta medicinal perteneciente a la familia Canellaceae. Es originaria de las Indias Occidentales.

## Descripción
Cinnamodendron corticosum es una planta perenne con hojas simples con márgenes enteros que están dispuestas de forma opueta. El fruto es una baya.

## Propiedades
Es una planta astringente de la que se usa su corteza que tiene taninos.
Usado para los mismos supuestos que la Canella alba.

## Taxonomía
Cinnamodendron corticosum fue descrita por John Miers y publicado en Annals and Magazine of Natural History, ser. 2 1: 351. 1858.
Sinonimia
- Cinnamodendron rubrum Griseb.	[3]